# Euphaedra variabilis
Euphaedra variabilis är en fjärilsart som beskrevs av André Guillaumin 1976. Euphaedra variabilis ingår i släktet Euphaedra och familjen praktfjärilar. Inga underarter finns listade i Catalogue of Life.